# Бранкица Михајловић
Бранкица Михајловић (Брчко, 13. април 1991) српска је одбојкашица која игра на позицији примача сервиса.

## Спортска каријера
У млађим категоријама наступала је за репрезентативне селекције Босне и Херцеговине, а потом се одлучила да наступа за селекцију Србије. У дресу Србије заиграла је у Европској лиги 2012, а потом и на Олимпијским играма у Лондону које су одржане исте године. Са репрезентацијом Србије је освојила друго мјесто у Свјетском купу у одбојци 2015, те трећа мјеста у Европској лиги 2012, Свјетском гран-прију 2013, Европским играма 2015 и Европском првенству 2015. Као члан репрезентације Србије на некима од тих турнира два пута је проглашавана за најбољег примача сервиса.
Са репрезентацијом Србије је на Олимпијади у Рију освојила сребрну медаљу и изабрана у идеални тим турнира. Освојила је златну медаљу на Светском првенству 2018. године у Јапану, прву у историји српске одбојке. На Олимпијским играма у Токију 2020, освојила је бронзану медаљу, а Србија је побиједила Јужну Кореју у борби за бронзу. Освојила је бронзану медаљу са Србијом у Лиги нација 2022. године, то је била прва медаља за српску женску одбојку у овом такмичењу.
Била је део репрезентације Србије на Светском првенству 2022. године у Пољској и Холандији, на ком је са репрезентацијом изборила финале. У финалу је Србија победила Бразил максималним резултатом 3:0, и тако освојила златну медаљу.
Наступала је за турски Фенербахче. Прије тога је играла у Јединству из Брчког, Волеро Цириху, јужнокорејском Хјундаиу, Кану, Рио де Жанеиру и јапанском Хисамицу Спрингсу. Са својим клубовима је освајала првенства у чак четири различите државе и три купа.

## Успјеси

### Репрезентативни
- Олимпијске игре: 2. мјесто 2016, 3. мјесто 2020.
- Светско првенство: 2018. Јапан, Пољска/Холандија 2022. -  златна медаља
- Европска лига : 3. мјесто 2012,
- Свјетски гран при : 3. мјесто 2013,
- Европске игре : 3. мјесто 2015,
- Свјетски куп : 2. мјесто 2015,
- Европско првенство: 3. мјесто 2015, 1. мјесто 2017.

### Клупски
- Првенство Босне и Херцеговине: 1. мјесто 2007, 2008. и 2009.
- Куп Босне и Херцеговине: 1. мјесто 2007, 2008. и 2009.
- Првенство Швајцарске: 1. мјесто 2010. и 2011.
- Куп Швајцарске: 1. мјесто 2010. и 2011.
- Суперкуп Швајцарске: 1. мјесто 2011. и 2012.
- Првенство Француске: 1. мјесто 2013.
- Куп Француске: 1. мјесто 2013.
- Свјетско клупско првенство : 2. мјесто 2013,
- Првенство Бразила : 1. мјесто 2014.

### Индивидуални
- Најбољи примач сервиса на Свјетском гран прију 2013.
- Најбољи примач сервиса на Свјетском купу 2015.
- Најбољи примач сервиса на Олимпијским играма 2016.
- Идеални тим на Олимпијским играма 2016.
- Идеални тим на Европском првенству 2017.[12]